# Ducor
Ducor és una població dels Estats Units a l'estat de Califòrnia. Segons el cens del 2000 tenia 504 habitants.

## Demografia
Segons el cens del 2000, Ducor tenia 504 habitants, 120 habitatges, i 101 famílies. La densitat de població era de 319 habitants/km².
Dels 120 habitatges en un 46,7% hi vivien nens de menys de 18 anys, en un 66,7% hi vivien parelles casades, en un 9,2% dones solteres, i en un 15,8% no eren unitats familiars. En el 12,5% dels habitatges hi vivien persones soles el 5% de les quals corresponia a persones de 65 anys o més que vivien soles. El nombre mitjà de persones vivint en cada habitatge era de 4,18 i el nombre mitjà de persones que vivien en cada família era de 4,58.
Per edats la població es repartia de la següent manera: un 39,3% tenia menys de 18 anys, un 11,3% entre 18 i 24, un 26,2% entre 25 i 44, un 17,7% de 45 a 60 i un 5,6% 65 anys o més.
L'edat mediana era de 25 anys. Per cada 100 dones de 18 o més anys hi havia 115,5 homes.
La renda mediana per habitatge era de 33.125 $ i la renda mediana per família de 30.694 $. Els homes tenien una renda mediana de 33.750 $ mentre que les dones 26.250 $. La renda per capita de la població era de 9.701 $. Entorn del 24,8% de les famílies i el 30% de la població estaven per davall del llindar de pobresa.

## Poblacions més properes
El següent diagrama mostra les poblacions més properes.